# Dick Zondag
Dick Zondag é um diretor e animador norte-americano, especializado no campo da animação.

## Carreira
Zondag começou a trabalhar e foi notado nos estúdios do diretor Don Bluth. Começando a trabalhar em cargos importantes nos filmes Em Busca do Vale Encantado, All Dogs Go to Heaven e Rock-a-Doodle.
Mais tarde uniu-se aos estúdios Amblimation onde com seu irmão Ralph Zondag, Simon Wells e Phil Nibbelink, dirigiram o filme We're Back! A Dinosaur's Story. Depois que estúdios fechou, Zondag foi recrutado pela Disney Studios, onde ele trabalhou como animador.

## Filmografia

### Como diretor
- 1993: We're Back! A Dinosaur's Story (com Simon Wells, Phil Nibbelink e Ralph Zondag)[2]
- 1993 - 1995: ReBoot (série de TV, 15 episódios)

### Como animador
- 1985 : The Care Bears Filme
- 1985 : eworks (série de TV, 13 episódios)
- 1986 : An American Tail
- 1988 : Em Busca do Vale Encantado
- 1989 : All Dogs Go to Heaven
- 1991: Rock-a-Doodle (storyboadeur)
- 1994 : Astérix et les Indiens
- 1995 : Balto[2]
- 2000 : Dinossauro[2]
- 2005 : Chicken Little[1]
- 2007 : Meet the Robinsons[1]
- 2008 : Bolt[1]